# Station Szczaniec
Station Szczaniec is een spoorwegstation in de Poolse plaats Szczaniec.